# Музей памяти и прав человека
Музей памяти и прав человека (исп. Museo de la Memoria y los Derechos Humanos) — музей в Сантьяго, Чили, построенный чтобы увековечить память жертв преступлений против человечества во время военной диктатуры под руководством Аугусто Пиночета в 1973—1990 годах. Музей открыт бывшим президентом Чили Мишель Бачелет 11 января 2010 года в рамках празднования двухсотлетия основания государства Чили.

## История
В своей речи в Национальном конгрессе Чили 21 мая 2007 года президент Мишель Бачелет объявила о планах строительства мемориального музея, а месяц спустя заявила о начале публичного конкурса на выбор архитектурного проекта для него. 28 августа того же года было объявлено, что победил проект бразильских архитекторов из офиса «Estudio America», расположенного в Сан-Паулу. В 2008 году был объявлен конкурс на определение того, кто будет отвечать за работу музея, победила компания «Árbol de Color S. A.».
Первый камень музея был заложен 10 декабря 2008 года руками Мишель Бачелет, которая сама была жертвой пыток во время диктатуры Аугусто Пиночета. Материалы и документация для коллекции музея были в основном предоставлены организацией Casa de la Memoria 16 июня 2009 года во дворец «Ла Монеда». Параллельно со строительством музея, 3 декабря 2009 года, был сформирован совет музея, а 6 января 2010 года Роми Шмидт была назначена его исполнительным директором. Мишель Бачелет открыла музей 11 января 2010 года, за два месяца до окончания истечения своего президентского срока.
В музее хранятся орудия пыток, использовавшиеся во время диктатуры Аугусто Пиночета, письма членам семьи от заключенных в центрах содержания под стражей, газетные вырезки и свидетельства выживших. Музей также включает философское исследование прав человека. Последнее стихотворение чилийского поэта и фолк-певца Виктора Хары «Estadio Chile», написанное незадолго до его смерти на стадионе во время военного переворота 1973 года, написано у входа в музей.
В 2013 году «Фонд Музея памяти и прав человека» и Межамериканский суд по правам человека подписали соглашение о создании сети учреждений, посвящённых этой теме, включавшее в себя: совместные конференции и семинары, а также обмен должностными лицами, профессиональной практикой, исследованиями и публикациями.
Согласно исследованию 2021 года о влиянии музея на посетителей, после посещения чилийские студенты демонстрируют большую поддержку демократических институтов, с большей вероятностью отвергают институты, связанные с репрессивным периодом, и больше поддерживают политику восстановительного переходного правосудия независимо от их идеологических предпочтений. Некоторые из этих эффектов сохраняются в течение шести месяцев после посещения музея. Эмоциональные призывы, используемые в музее, могут изменить отношение граждан Чили к тому периоду истории, что может иметь последствия для процессов примирения.